# Ли Куйсянь
Ли Куйся́нь (кит. трад. 李魁賢, пиньинь lǐ kuíxián, также Ли Куй-шин; 19 июня 1937, Тайхоку — 15 января 2025, Тайбэй) — тайваньский поэт, переводчик, литературный критик.

## Биография
Родился в Тайбэе во времена, когда Тайвань был частью Японской империи. В 1958 году окончил Тайбэйский технологический институт по специальности инженер-химик, в 1964 — Центр европейских языков. Член Международной академии поэтов (Англия 1976), основатель и президент ПЕН-клуба Тайваня (1987), вице-президент Всемирного движения поэтов, председатель Национального фонда культуры и искусства (2005—2007).

## Творчество
Писал стихи на тайваньском диалекте китайского языка с 1953 года. Автор 6-томного собрания стихов (2001), 10-томного собрания эссе (2002), 8-томного собрания переводов мировой поэзии (2003), составитель 25-томной антологии европейской поэзии (2001—2005), собрания «Золотой фонд современной поэзии Индии» (2005). В 2001, 2003 и 2006 гг. выдвигался Международной академией поэтов на Нобелевскую премию по литературе.
Стихи переведены на многие языки мира и публиковались в Греции, Индии, Испании, Канаде, Монголии, Нидерландах, Новой Зеландии, России, Румынии, Югославии, Южной Корее, Японии. Некоторые из них, как например, «Реквием инцидента 28 февраля» положены на музыку (композитор Ко Фаньлун).
Принимал участие в поэтических фестивалях в Индии, Корее, Монголии, Никарагуа, Японии, Сальвадоре, США.
Ли Куйсянь скончался 15 января 2025 года в Тайбэе в возрасте 87 лет.

## Премии
- Звание «Выдающийся поэт Азии» (Южная Корея, 1994)
- Литературная премия Жун Хоу (Тайвань, 1997)
- Звание «Выдающийся поэт мира» (Индия, 1998)
- Премия Международной академии поэтов (Индия, 2000)
- Литературная премия Лай Хо и культурная премия Тайваня (2001)
- Литературная премия Академии Михаэля Мадхусудана (Бангладеш, 2002)
- Премия У-Сань Ляня по литературе (2004)
- Медаль Культурного фонда Монголии (2005)
- Корейская премия по литературе (Южная Корея, 2013,
- Литературная премия «Катхак» (Бангладеш, 2016)
- Литературная премия Наима Фрашери (Naim Frashëri Literary Award) (Македония, 2016)
- Национальная премия искусствa Национального фонда культуры и искусств (2018)
- Трижды номинировался на Нобелевскую премию по литературе[8]

## Семья
- Был женат на Ван Хуэй-уэй (Wang Huei-uei, с 1965 г.), двое детей.

## Переводы на русский
- Сумеречный лес: The Hour of Twilight: Russian-Chinese Edition (Russian Edition). United States: Ehgbooks, 2014.
- Красота нежности: Beauty of Tenderness: Russian-Chinese Edition (Russian Edition) Translated by Adolf P Shvedchikov. United States: Ehgbooks, 2014.